# Казабланка
Казабланка (арап. الدار البيضاء, локални изговор Дар Бејда, фр. Casablanca) је највећи град у Мароку, који се налази на обали Атлантског океана. То је највећи град у региону Магреба и осми по величини у арапском свету. Казабланка је главна лука Марока и један од највећих финансијских центара у Африци. Према процени становништва за 2019. годину, град има око 3,71 милиона становника у урбаном подручју и преко 4,27 милиона у ширем подручју града. Казабланка се сматра економским и пословним центром Марока, иако је национална политичка престоница Рабат.
Водеће мароканске компаније и многе међународне корпорације које послују у земљи имају седиште и главне индустријске погоне у Казабланци. Недавне индустријске статистике показују да се Казабланка држи забележене позиције као примарна индустријска зона нације. Лука Казабланка једна је од највећих вештачких лука на свету, и друга по величини лука Северне Африке, после Тангер-Меда 40 km (25 mi) источно од Тангера. Казабланка је такође домаћин примарне поморске базе Краљевске мароканске морнарице.

## Географија
Казабланка је лоцирана на Атлантској обали Чаоа равнице која је историјски били житница Марока. Осим атлантске обале, шума Бускура једина је природна атракција у граду. Шума је засађена у 20. веку и састоји се углавном од стабала еукалиптуса, палми и бора. Она се налази се на пола пута до међународног аеродрома.
Једини водоток у Казабланци је извориште Бускуре, мали сезонски поток који је до 1912. године досезао до Атлантског океана у близини стварне луке. Већи део корита Бускуре је покривен због урбанизације и сада се може видети само део јужно од пута Ел Џадида. Најближа стална река Казабланци је Оум Рабија, 70 km (43,50 mi) југоисточно.

### Клима
Казабланка има врућу-летњу медитеранску климу (Кепенова класификација климе Csa). Прохладна Канарска струја у близини атлантске обале ублажава температурне варијације, што резултира климом која је изузетно слична поднебљу Лос Анђелеса, са сличним температурним опсезима. Град има годишњи просек од 72 дана са значајним падавинама, које годишње износе 412 mm (16,2 in). Највиша и најнижа температура икада забележена у граду су 40,5 °C (104,9 °F) и −2,7 °C (27,1 °F). Највећа количина падавина забележена у једном дану је 178 mm (7,0 in) дана 30. новембра 2010.
| Клима Казабланке (1981–2010)    | Клима Казабланке (1981–2010) | Клима Казабланке (1981–2010) | Клима Казабланке (1981–2010) | Клима Казабланке (1981–2010) | Клима Казабланке (1981–2010) | Клима Казабланке (1981–2010) | Клима Казабланке (1981–2010) | Клима Казабланке (1981–2010) | Клима Казабланке (1981–2010) | Клима Казабланке (1981–2010) | Клима Казабланке (1981–2010) | Клима Казабланке (1981–2010) | Клима Казабланке (1981–2010) |
| Показатељ \ Месец               | .Јан.                        | .Феб.                        | .Мар.                        | .Апр.                        | .Мај.                        | .Јун.                        | .Јул.                        | .Авг.                        | .Сеп.                        | .Окт.                        | .Нов.                        | .Дец.                        | .Год.                        |
| ------------------------------- | ---------------------------- | ---------------------------- | ---------------------------- | ---------------------------- | ---------------------------- | ---------------------------- | ---------------------------- | ---------------------------- | ---------------------------- | ---------------------------- | ---------------------------- | ---------------------------- | ---------------------------- |
| Апсолутни максимум, °C (°F)     | 31,1 (88)                    | 29,4 (84,9)                  | 32,2 (90)                    | 32,8 (91)                    | 36,6 (97,9)                  | 37,8 (100)                   | 40,1 (104,2)                 | 39,5 (103,1)                 | 40,5 (104,9)                 | 36,6 (97,9)                  | 34,7 (94,5)                  | 30,3 (86,5)                  | 40,5 (104,9)                 |
| Максимум, °C (°F)               | 17,3 (63,1)                  | 18,0 (64,4)                  | 19,6 (67,3)                  | 20,2 (68,4)                  | 21,9 (71,4)                  | 24,1 (75,4)                  | 25,8 (78,4)                  | 26,3 (79,3)                  | 25,7 (78,3)                  | 23,8 (74,8)                  | 20,9 (69,6)                  | 18,7 (65,7)                  | 21,9 (71,4)                  |
| Просек, °C (°F)                 | 12,6 (54,7)                  | 13,7 (56,7)                  | 15,3 (59,5)                  | 16,5 (61,7)                  | 18,5 (65,3)                  | 20,9 (69,6)                  | 22,7 (72,9)                  | 23,2 (73,8)                  | 22,3 (72,1)                  | 19,8 (67,6)                  | 16,5 (61,7)                  | 14,2 (57,6)                  | 18,0 (64,4)                  |
| Минимум, °C (°F)                | 9,2 (48,6)                   | 10,4 (50,7)                  | 11,8 (53,2)                  | 13,2 (55,8)                  | 15,6 (60,1)                  | 18,7 (65,7)                  | 20,5 (68,9)                  | 20,9 (69,6)                  | 19,7 (67,5)                  | 16,8 (62,2)                  | 13,3 (55,9)                  | 11,1 (52)                    | 15,1 (59,2)                  |
| Апсолутни минимум, °C (°F)      | −1,5 (29,3)                  | −0,7 (30,7)                  | 2,3 (36,1)                   | 5,0 (41)                     | 7,4 (45,3)                   | 10,0 (50)                    | 13,0 (55,4)                  | 13,0 (55,4)                  | 10,0 (50)                    | 7,0 (44,6)                   | 4,6 (40,3)                   | −2,7 (27,1)                  | −2,7 (27,1)                  |
| Количина кише, mm (in)          | 68 (2,68)                    | 45 (1,77)                    | 38 (1,5)                     | 40 (1,57)                    | 15 (0,59)                    | 3 (0,12)                     | 1 (0,04)                     | 1 (0,04)                     | 9 (0,35)                     | 37 (1,46)                    | 86 (3,39)                    | 74 (2,91)                    | 415 (16,34)                  |
| Дани са кишом                   | 9                            | 9                            | 7                            | 8                            | 6                            | 2                            | 1                            | 1                            | 3                            | 7                            | 9                            | 11                           | 72                           |
| Релативна влажност, %           | 83                           | 83                           | 82                           | 80                           | 79                           | 81                           | 82                           | 83                           | 83                           | 82                           | 82                           | 84                           | 82                           |
| Сунчани сати — месечни просек   | 189,6                        | 188,5                        | 240,7                        | 261,5                        | 293,6                        | 285,0                        | 303,4                        | 294,1                        | 258,1                        | 234,3                        | 190,6                        | 183,1                        | 2.922,5                      |
| Извор #1: Pogoda.ru.net         |                              |                              |                              |                              |                              |                              |                              |                              |                              |                              |                              |                              |                              |
| Извор #2: NOAA (sun, 1961–1990) |                              |                              |                              |                              |                              |                              |                              |                              |                              |                              |                              |                              |                              |

| Јан               | Феб               | Мар               | Апр               | Мај               | Јун               | Јул               | Авг               | Сеп               | Окт               | Нов               | Дец               |
| ----------------- | ----------------- | ----------------- | ----------------- | ----------------- | ----------------- | ----------------- | ----------------- | ----------------- | ----------------- | ----------------- | ----------------- |
| 17,5 °C (63,5 °F) | 17,0 °C (62,6 °F) | 17,1 °C (62,8 °F) | 18,4 °C (65,1 °F) | 19,5 °C (67,1 °F) | 21,8 °C (71,2 °F) | 22,7 °C (72,9 °F) | 23,3 °C (73,9 °F) | 23,1 °C (73,6 °F) | 22,5 °C (72,5 °F) | 20,4 °C (68,7 °F) | 18,5 °C (65,3 °F) |

## Историја
Од 8. века је на простору данашње Казабланке постојало насеље Анфа које је дуго времена било главни град берберског царства Бергута. Тек у 12. веку га покоравају Алмохади. У наредним годинама, насеље се развија у важно трговачко средиште житарицама, али и као седиште пирата. Из тог разлога су Португалци покушавали крајем 15. века као и поново почетком 16. века да заузму Анфу. Године 1496. град уништава армија Дон Фердинанда. Поновни напад португалске војске на град десио се 1515. године.
Напокон, 1575. године, град заузимају Португалци и дају му назив Каса Бранка. Након једног разорног земљотреса 1755. године, Каса Бранка (односно Бела кућа на португалском) је готово до темеља разрушена, да би је само неколико година касније поново изградио алавидски султан Мухамед бин Абдулах, под данашњим именом ал-Дар ал-бајда. Он је у граду изградио медресе, јавна купатила и једну џамију, која носи његово име.
Средином 19. века, шпански трговци дају граду данашње име Казабланка. Под влашћу Мулај ал-Хасана I (1873-1894), град је бројао око 20.000 становника.
У Казабланци је наређењем султана Марока 1907. године отпочело с радовима на побољшању лучких постројења. Током радова дошло је до оштећења на локалном мезарју па су се због тога десили инциденти у којима су припадници локалног племена Шавија напали 30. јула 1907. године стране раднике у луци. Погинуло је девет радника (по три Француза, Шпанца и Италијана), а након тога су напали и јеврејску четврт Казабланке. После тога француска влада доноси одлуку о запоседању Казабланке, где су стациониране јаке поморске и копнене снаге. Почетком аугуста дошло је до крвавих битака између локалног становништва и француских трупа. Број погинулих је досегнуо неколико хиљада. Иако су Французи после окончања борби остали у граду, и након тога долазило је често до спорадичних окршаја и побуна. Напокон у јануару 1908. под водством генерала Друдеа, Французима је пошло за руком да значајно смање територију побуњеника. У највећем обиму, број француских војника у подручју Казабланке износио је око 15 хиљада. До јуна 1908. године, у области Казабланке је дошло до смиривања побуне, а након тога се и француске трупе постепено повлаче
Почетком 20. века, Казабланка је доживела привредни раст и убрзо престигла Тангер као најважнију луку Марока. У време француског протектората, она постаје привредни центар. Тај брзи индустријски раст и развој је обележио развој града све до данас. Око 80% целокупне мароканске индустрије је концентрисано у Казабланци, док се око 60% поморске трговине Марока одвија преко луке Казабланка. Многе важне мароканске компаније, попут Consumara,имају овде своје седиште. У Казабланци је отворена и нова берза, 7. новембра 1929. године.
Током Другог светског рата, Казабланка је била важна стратешка лука. Тамо су се 1943. године састали амерички и британски државници на челу са Рузвелтом и Черчилом, на познатој Конференцији у Казабланци.
Град је стекао светску славу по филму из 1942. године са Ингрид Бергман и Хамфри Богартом у главним улогама, чија се радња дешава у Казабланци за време Другог светског рата. Међутим, филм је заправо снимљен у Холивуду.

## Партнерски градови
Casablanca is twinned with:
- Александрија
- Атина
- Бордо
- Каиро
- Чикаго
- Дубаи
- Лисабон
- Истанбул
- Џакарта
- Куала Лумпур
- Рио де Жанеиро
- Алжир
- Монтреал
- Санкт Петербург
- Шангај
- Сосновјец
- Токио
- Бангалор
- Сфакс
- Џеда
- Тангер
- Artvin
- Измир
- Бусан